# Basketball Champions League Star Lineup 2010-2020

## Elenco
| Grassetto | Vincitore del Basketball Champions League MVP |

| Stagione  |                    |                             |                  |                         |
| Stagione  | 1º quintetto       | 1º quintetto                | 2º quintetto     | 2º quintetto            |
| Stagione  | Giocatore          | Squadra                     | Giocatore        | Squadra                 |
| --------- | ------------------ | --------------------------- | ---------------- | ----------------------- |
| 2016-2017 | Jordan Theodore    | Banvit                      | Will Hatcher     | Partizan                |
| 2016-2017 | Zack Wright        | Monaco                      | Chris Kramer     | EWE Oldenburg           |
| 2016-2017 | Melvin Ejim        | Reyer Venezia               | Gediminas Orelik | Banvit                  |
| 2016-2017 | Aaron Doornekamp   | Iberostar Tenerife          | Dušan Šakota     | AEK Atene               |
| 2016-2017 | Giōrgos Mpogrīs    | Iberostar Tenerife          | Vladimir Štimac  | Beşiktaş                |
| 2017-2018 | Manny Harris       | AEK Atene                   | Kendrick Ray     | ČEZ Nymburk             |
| 2017-2018 | D.J. Kennedy       | Pinar Karşıyaka             | Gabe York        | Bayreuth                |
| 2017-2018 | Ovie Soko          | Murcia                      | Chris Evans      | Monaco                  |
| 2017-2018 | Louis Labeyrie     | Strasburgo                  | Dušan Šakota (2) | AEK Atene               |
| 2017-2018 | Elmedin Kikanović  | Monaco                      | Gašper Vidmar    | Banvit                  |
| 2018-2019 | Tyrese Rice        | Brose Bamberg               | James Feldeine   | Hapoel Gerusalemme      |
| 2018-2019 | Kevin Punter       | Virtus Bologna              | Paris Lee        | Antwerp Giants          |
| 2018-2019 | Tim Abromaitis     | Iberostar Tenerife          | Amath M'Baye     | Virtus Bologna          |
| 2018-2019 | Vince Hunter       | AEK Atene                   | Ovie Soko (2)    | Murcia                  |
| 2018-2019 | Ismaël Bako        | Antwerp Giants              | Colton Iverson   | Iberostar Tenerife      |
| 2019-2020 | Marcelinho Huertas | Iberostar Tenerife          | Dylan Ennis      | Casademont Zaragoza     |
| 2019-2020 | Keith Langford     | AEK Atene                   | Vítor Benite     | Hereda San Pablo Burgos |
| 2019-2020 | Vojtěch Hruban     | ERA Nymburk                 | Kyle Wiltjer     | Türk Telekom            |
| 2019-2020 | TaShawn Thomas     | Hapoel Bank Yahav Jerusalem | Dyshawn Pierre   | Dinamo Sassari          |
| 2019-2020 | Giorgi Shermadini  | Iberostar Tenerife          | Moustapha Fall   | Türk Telekom            |